# Барятинский, Василий Романович
Василий Романович Барятинский (? — † 1634) — князь, голова и воевода в Смутное время и царствования Михаила Фёдоровича.
Сын погибшего князя Романа Васильевича Барятинского и княжны Александры.

## Биография
Дворянин московский с жалованием: 30 рублей (1614), 80 рублей (1616),1000 четей и 105 рублей (1620). Полковой сотенный голова под Дорогобужем, разбил литовский отряд и взял в плен князя Стефана Янушевича Мосальского и Раткевича (январь 1617), с этим известием он был послан сеунчем в Москву. Первый воевода в Брянске (1618—1619). Второй воевода Большого полка под Тулой для оберегания от крымский и нагайских отрядов, при отпуске больших воевод назначен 1-м воеводой на Туле (1621). Первый воевода Передового полка в Дедилове (1623). Местничал: с А. Ф. Наумовым (1623), с Б. М. Нагим (1623), выиграл дело у московского дворянина Б. И. Нащокина (1623). Первый воевода в Калуге (1625—1629). Был приглашаем к обеду Государя (12 марта, 05 мая и 04 июля 1629). Второй воевода Большого полка в Туле, а по отъезде больших воевод оставлен 1-м воеводою (1630). Участвовал в церемонии приёма шведского посла Антона Монира (17 мая 1631). Сопровождал царя в Троицком походе и был «за окольничего» (октябрь 1631). В Светлое Воскресенье поздравлял Государя (10 апреля 1631, 01 апреля 1632, 01 апреля 1633 и 21 апреля 1634). По расписанию обороны Москвы, на случай прихода неприятеля, назначен охранять Чертольские ворота (1633). Послан в Ярославль для сбора детей боярских, новокрещённых, татар и дворян помещиков, сбежавших со службы из-под Смоленска, для отвода их к месту службы (сентябрь 1633).
Князь Василий Романович владел в Московском уезде поместьями: Королёво, Филимоново, Харкино, Андрейково, Кругликово и Волково, которые перешли к его племяннику, князю Фёдору Якимовичу Барятинскому (1634). В Костромском уезде владел поместьями: Заднее, Шманово, Заболотное, Калинино, Олексино и Игуинице. В Ростовском уезде владел поместьями: Ратислово, Ратное и Красное, которые отошли жене и детям.

## Семья
Жена: княжна Анисья, по разделу с сыном Никитой и дочерью Марьей получила часть имений мужа.
Сыновья:
- князь Дмитрий Васильевич — московский дворянин (1630).
- князь Никита Васильевич — патриарший стольник (1629—1631), дворянин московский (1636—1640).

Дочь:
- княжна Мария Васильевна — получила часть имений отца[3][5].